# Symfonie nr. 4 (Klughardt)
De Symfonie nr. 4 in c klein, op. 57 is in 1897 geschreven door de Duitsr componist August Klughardt.